# Kanton Nice-14
Kanton Nice-14 (fr. Canton de Nice-14) je francouzský kanton v departementu Alpes-Maritimes v regionu Provence-Alpes-Côte d'Azur. Tvoří ho čtvrti Arénas, Saint-Augustin, Les Moulins, Caucade (část leží v kantonu Nice-10) a Sainte-Marguerite města Nice.